# Riorges
Riorges ist eine französische Gemeinde mit 11.034 Einwohnern (Stand 1. Januar 2022) im Département Loire in der Region Auvergne-Rhône-Alpes etwa 70 km westnordwestlich von Lyon. Der Ort selbst liegt am Fluss Renaison wenige Kilometer westlich von Roanne.

## Geschichte
Der Ursprung des Ortes ebenso wie sein Name ist nicht geklärt. Während des Mittelalters wurde die latinisierte Form Riorgiarum verwendet.
1115 wurde das Schloss von Beaulieu errichtet, 1150 die Bourg, die zunächst von den Benediktinern, dann ab dem 17. Jahrhundert durch die Jesuiten genutzt wurden.

## Bevölkerungsentwicklung
| Jahr                       | 1962 | 1968 | 1975 | 1982 | 1990 | 1999   | 2006   | 2017   |
| Einwohner                  | 7269 | 8536 | 9358 | 8989 | 9868 | 10.074 | 10.255 | 10.774 |
| Quellen: Cassini und INSEE |      |      |      |      |      |        |        |        |

|  |  |

## Gemeindepartnerschaften
Riorges unterhält Partnerschaften mit folgenden Städten und Gemeinden:
- Donzdorf, Baden-Württemberg, Deutschland
- Elland, West Yorkshire, Vereinigtes Königreich
- Calasparra, Region Murcia, Spanien

## Persönlichkeiten
- Yves Nicolin (* 1963), Politiker (UMP)

## Nachweise
1. ↑  https://www.riorges.fr/votre-mairie/vie-citoyenne-et-demarches/jumelages Website Riorges – Jumelages